# 맥앨리스터 필드 하우스
맥앨리스터 필드 하우스(McAlister Field House)는 미국 사우스캐롤라이나주 찰스턴에 위치한 실내 경기장이다.